# Uguaglianza (gruppo musicale)
Gli Uguaglianza sono una band street punk italiana nata a Varazze nel 2001.
Vicini tanto all'Oi! quanto al rock 'n' roll, hanno all'attivo tre album e numerose esibizioni live che hanno consentito loro di ritagliarsi un proprio spazio nella scena punk italiana.

## Storia
Il gruppo si forma nel 2001 a Varazze. La formazione prevedeva Alessio (batteria), Pablo (voce), Pezza (basso), Freccia (chitarra) e Randa (chitarra).
Gli Uguaglianza cominciano presto un'intensa attività live, che li portalungo tutto lo stivale italico e grazie alla quale attireranno l'attenzione di Steno, leader dei Nabat e di Ansaldi Records, che deciderà di produrre il loro primo disco.
Così nel novembre del 2005 esce Via Cairoli, album d'esordio del quintetto ligure prodotto in co-produzione da Steno e da Marco Balestrino (Klasse Kriminale e Havin' a Laugh Records).
Via Cairoli ottiene un buon successo nell’ambiente, grazie soprattutto alla varietà dei pezzi (sono presenti anche un dub e una ballad) e alla sostanza dei testi; questo fa sì che le esibizioni dal vivo del gruppo si incrementino, permettendo loro di dividere il palco con band di rilievo come Bloody Riot, Queers, Boozers, Impact, Charged GBH.
Nel 2006 Alessio, Randa e Freccia entrano a far parte dei Nabat.
Nel 2008 invece la band affronta il primo cambio di formazione, Pezza lascia la band e viene sostituito da Filippo.
Dopo un periodo di assestamento, nel gennaio del 2009 i nuovi Uguaglianza tornano in studio, sempre spalleggiati da Steno e da Ansaldi Records, per incidere Nessuno Mai Ricorderà. Il disco presenta una maturità maggiore e un sound più curato, requisiti grazie ai quali il gruppo riesce a convincere altre tre label straniere, che decidono di partecipare al progetto co-producendo il disco all'estero.
Perciò a marzo 2009 Nessuno Mai Ricorderà viene pubblicato in Italia, Francia, Germania e Stati Uniti.
Poco dopo la pubblicazione del disco, Alessio decide di lasciare la band, che dopo un periodo di ricerca trova in Giorgio Bolognino (ex Jolly Roger), il nuovo batterista.
Nel biennio successivo all'uscita del secondo disco, gli Uguaglianza continuano a suonare, riuscendo a varcare il confine e dividendo il palco con band come Valient Thorr, Agent Orange, Tear Me Down, Reazione e altre, mentre avviene la dipartita di Randa e Freccia dai Nabat.
A gennaio 2012 registrano un e.p. senza titolo in edizione limitata vinyl disc, nel quale vengono ripresi e riarrangiati pezzi storici del punk italiano che hanno influenzato la band; e.p. che viene pubblicato ufficialmente a febbraio 2012, quando gli Uguaglianza organizzano una serata per festeggiare i loro 10 anni sul palco del neonato Rude Club di Savona insieme ai 5MDR.
Poche settimane dopo esce un dvd live della serata di febbraio, contenente le esibizioni integrali di entrambe le band e un'intervista tenutasi nel backstage appena prima del concerto.
Dopo questo concerto gli Uguaglianza decidono di fermare l'attività live per lavorare al terzo disco.
Nell'ottobre 2012 gli Uguaglianza scelgono il One Voice Studio di Chivasso (TO) per registrare il loro nuovo disco.
"Dalla strada", loro terzo lavoro, esce a dicembre 2012.
Il nuovo album, bene accolto dalle prime recensioni, vede un ritorno alle sonorità e alle tematiche più dirette dei tempi di "Via Cairoli" e permette al gruppo di suonare in Italia e all'estero portando in giro i nuovi pezzi, dividendo il palco con band come The Damned, Stage Bottles, Ghetto 84.
Nel 2013 pubblicano, insieme ai torinesi Ultima Ripresa, lo split "Dalla stessa parte" su vinile 7 pollici. Il disco contiene il nuovo singolo "A testa alta" e la cover di "Lavora produci crepa" dei Ghetto 84, incisa con la partecipazione di Rude, cantante della band.
A fine 2014 Giorgio decide di lasciare la band e viene sostituito da Daniele Signorello (The Washing Machine, Motorcycle Beast) alla batteria.
Nel 2015 alla batteria ritorna Alessio, ricostruendo la formazione di Nessuno Mai Ricorderà.
Nel 2023, dopo diverse pause, tornano in studio per incidere Sogni Persi, EP di quattro pezzi anticipato dall'omonimo singolo, di cui viene realizzato anche il videoclip. Il disco esce l'8 novembre dello stesso anno per Motorcity Produzioni ed è seguito da un tour che porta la band su numerosi palchi, partecipando a diversi festival tra cui il Venezia Hardcore Fest e il DLB Festival.

## Formazione

### Formazione attuale
- Pablo Uguccioni - voce (2001 - presente)
- Fabio Randazzo - chitarra, cori (2001 - presente)
- Fabio Freccero - chitarra, cori (2001 - presente)
- Filippo Falco - basso, cori (2008 - presente)
- Alessio Canepa - batteria (2001 - 2009, 2015 - presente)

### Ex componenti
- Stefano Pezzato - basso, cori (2001 - 2008)
- Giorgio Bolognino - batteria (2010 - 2014)
- Zeno Lavagnino - batteria (2009 - 2010)
- Daniele Signorello - batteria (2014 - 2015)

## Discografia

### Album in studio
- 2005 - Via Cairoli
- 2009 - Nessuno mai ricorderà
- 2012 - Dalla strada

### Split album
- 2013 - Dalla stessa parte (con Ultima ripresa)

### EP
- 2012 - EP 2012
- 2023 - Sogni persi

## Curiosità
- La parte di armonica contenuta in "Blob" (Via Cairoli) è stata suonata da Steno (Nabat).[2]
- La seconda voce che si alterna con quella di Pablo in "I Nostri Ragazzi" (Via Cairoli) è quella di JJ Valentine batterista di The Valentines, Laser Geyser e Klasse Kriminale.[2]
- Nel disco "Nessuno Mai Ricorderà" il booklet raffigura Il Trionfo di Venere di Bronzino. Questo quadro rappresenta in un certo senso la malattia e la decadenza della società del '500.
- La copertina di "Nessuno Mai Ricorderà" è un riferimento alla locandina del film Trainspotting.
- Il titolo di "Brown Sugar" (Nessuno Mai Ricorderà) è una citazione dell'omonima canzone dei Rolling Stones.
- La chiusura di "Servi, Spari" ("Nessuno Mai Ricorderà") è quella di Tommy Gun dei Clash.
- "Lebowski" ("Nessuno Mai Ricorderà") è liberamente ispirata al film Il grande Lebowski, da cui è tratta l'introduzione.
- Il "Magia" e lo "Spot" a cui si fa riferimento in "Beach Punk" ("Nessuno Mai Ricorderà") sono due pub di Varazze (SV).
- Il disco "Via Cairoli" e l'omonima canzone prendono il nome dalla via di Varazze in cui sorgeva il pub "Nord-Ovest", dove si formò la band.
- Il pezzo "Ancora In Piedi" ("Dalla Strada") è riferito ai fatti del G8 di Genova del 2001.